# Samuel Oppenheim
Samuel Oppenheim (Braunsberg, 19 de noviembre de 1857 – Viena, 15 de agosto de 1928) fue un astrónomo austriaco.
En 1875, Oppenheim comenzó los estudios de matemáticas, física y astronomía en Viena. Realizó el 'examen de estado' en 1880. Desde 1881 a 1887 trabajó en el Observatorio de Viena y de 1888 a 1896 en el Observatorio Kuffner, también en Viena. Obtuvo el doctorado en 1884 y la habilitación en 1910 en astronomía teórica. Después de trabajar como profesor en Praga, fue catedrático ordinario en astronomía en la Universidad de Viena.
El campo de investigación de Oppenheim fue fundamentalmente la mecánica celeste (por ejemplo, escribió trabajos sobre cometas, gravitación, precesión, cinemática y estadística de estrellas, etc.). Fue coeditor de la Enciclopedia de las Ciencias Matemáticas (en alemán, Encyklopädie der mathematischen Wissenschaften).

## Publicaciones
- Oppenheim, S. (1919-1922). «Astronomie». Encyklopädie der mathematischen Wissenschaften mit Einschluss ihrer Anwendungen. 6.2.1.

- Oppenheim, S. (1919-1922). «Astronomie». Encyklopädie der mathematischen Wissenschaften mit Einschluss ihrer Anwendungen. 6.2.2.